# Premier Œuf à la poule
Le Premier Œuf à la poule ou L'Œuf à la poule  est un œuf de Fabergé impérial, le premier d'une série de cinquante-deux, œuf réalisé sous la supervision de Pierre-Karl Fabergé pour la famille Impériale Russe. Il a été conçu et livré en 1885 à la demande du tsar Alexandre III de Russie pour sa femme la tsarine Maria Fedorovna. La tsarine et tsar avaient tellement apprécié l'œuf qu'Alexandre III en commanda un nouveau pour sa femme à chaque période de Pâques. L'œuf se trouve actuellement en Russie dans le cadre de la collection Vekselberg.

## Design
L'artisanat du premier œuf impérial est attribué à Erik Kollin de la boutique de Fabergé. L'œuf est composé d'or, entièrement recouvert de blanc émail opaque pour ressembler à une coquille d'œuf réel. Une mince bande d'or où les deux moitiés de la coquille sont jointes, est visible autour du centre de l'œuf. Elle[Quoi ?] est de 64 mm de longueur et 35 mm de largeur. Les deux moitiés de la coque extérieure s'emboîtent ensemble pour cacher une surprise qui s'ouvre d'une torsion.

## Surprise
À l'instar des poupées russes, l'œuf révèle plusieurs surprises. 
Les deux moitiés s'ouvrent sur un jaune d'or avec un fini mat, contenant une poule de platine et d'or multicolore avec des yeux rubis. La poule est articulée au niveau des plumes de la queue qui lui permet de s'ouvrir également pour révéler deux surprises supplémentaires qui ont aujourd'hui disparu. La première d'entre elles était une médaille d'or et une réplique de diamants de la couronne impériale. Suspendus dans la couronne comme la surprise finale se trouvait un minuscule rubis monté en pendentif. La chaîne du collier a été incluse afin que la tsarine puisse le porter en pendentif.

## Histoire de l'œuf

### Commande par le tsar
Au XIXe siècle, les russes chrétiens orthodoxes tenaient Pâques comme le jour le plus important de l'année. À la suite d'un strict jeûne pour le Carême, Pâques était un jour de célébration de la résurrection du Christ. Pour célébrer ce jour férié, le frère du tsar Alexandre III de Russie, le grand-duc Vladimir Alexandrovitch avait ordonné à Pierre-Karl Fabergé de créer une surprise de Pâques pour la tsarine. La correspondance entre le tsar et son frère du 21 mars 1885 indique que le grand-duc relayait les désirs du tsar et des instructions auprès de Fabergé plutôt que le tsar lui-même supervisait l'élaboration de l'œuf. En raison des attentats terroristes sur la vie de la famille impériale, le tsar a voulu donner à sa femme, quelque chose qui tiendrait son esprit loin des soucis pour la fête de Pâques de 1885. Fabergé a créé un œuf inspiré par un œuf que l'impératrice connaissait depuis son enfance lorsqu'elle était princesse de la cour royale du Danemark. L'œuf en question est toujours dans la collection Royale Danoise. Il est fait d'ivoire au lieu d'or, a un anneau au lieu d'un pendentif en forme de cœur, et date du XVIIIe siècle. Fabergé choisit sans doute la conception, car la tsarine aurait reconnu la conception de sa jeunesse. Le design ravit à la fois le tsar et la tsarine d'autant plus qu'Alexandre III en a commandé un autre pour la fête de Pâques suivante et il a accordé à Fabergé la permission de porter le titre de Fournisseur de la Cour impériale avec le droit de porter les armoiries de l'État, sur l'enseigne de sa boutique.

### Histoire après présentation à la tsarine
La tsarine a été impressionnée et ravie par le don de Pâques de son mari. L'œuf a été conservé au Palais Anitchkov jusqu'à la Révolution de 1917. À cette époque, les révolutionnaires ont saisi le premier œuf à la poule avec le reste des œufs impériaux et les ont envoyés à l'Armurerie du Palais du Kremlin. Un courtier Londonien appelé soit Derek soit Frédéric Berry a acheté l'œuf aux officiers Russes vers 1920, probablement à Berlin ou Paris. L'œuf a été vendu par Christie's de Londres comme lot no 55 de la Collection Berry pour 85 £ (430 $) à M. R. Suenson-Taylor en 1934. Taylor nommé Lord Grantchester en 1955, l'œuf intégra la succession Grantchester lorsque les Lord et Lady Taylor décédèrent à quelques mois d'intervalle en 1976. « À la vieille Russie », magasin d'antiquité de New York, acquis l'œuf provenant de la succession et le vendit, avec l'Œuf de la Résurrection, à la collection Forbes en 1978. Viktor Vekselberg acheta l'œuf à la poule avec huit autres de la collection Forbes avant d'être vendus aux enchères et les retourne à Moscou, où on peut les admirer.